# Ukrzyżowanie z Korzennej
Ukrzyżowanie z Korzennej – obraz anonimowego malarza z 1 poł. XV wieku, znajdujący się w zbiorach Muzeum Narodowego w Krakowie, przykład malarstwa tablicowego.
Dzieło jest przykładem malarstwa wczesnogotyckiego, przedstawia scenę ukrzyżowania Chrystusa. Powstało w latach 1440–1450. Zostało namalowane na desce o wymiarach 117 × 65 cm. Pochodzi z kościoła parafialnego p. w. św. Urszuli w Korzennej koło Nowego Sącza. Znajduje się w zbiorach Muzeum Narodowym w Krakowie. Prezentowane jest w Pałacu Biskupa Erazma Ciołka.